# Doramas
Doramas (Gran Canaria, c. década de 1450 - Arucas, Gran Canaria, 20 de agosto de 1480) fue un guerrero y caudillo aborigen de la isla de Gran Canaria, Canarias, conocido por haber sido uno de los principales líderes de la resistencia frente a la conquista europea de la isla emprendida por los Reyes Católicos para la Corona de Castilla en 1478.
De origen trasquilado —plebeyo en la jerarquía social indígena—, su fama como guerrero le hizo escalar socialmente hasta convertirse en guayre —capitán y miembro de la nobleza isleña—.
Reputado por todas las crónicas de la conquista como un caudillo valeroso, esforzado y rebelde, su muerte en combate contra las fuerzas invasoras supuso una pérdida importante para la moral de la resistencia de la isla, por lo que fue llamado por el historiador José de Viera y Clavijo «el último de los canarios».

## Etimología
Los cronistas e historiadores que hacen referencia al significado del nombre de Doramas coinciden en interpretarlo como 'narices anchas' —por ejemplo, Abreu Galindo y Gómez Escudero—. Estudios filológicos y etimológicos modernos confirman dicha traducción en sentido figurado, como evolución insular de la expresión amaziq durarammas, literalmente 'montañas en medio'. Otras interpretaciones propuestas han sido addur amas, 'pariente de buena fama' —en alusión a una posible aceptación de Doramas en el seno de la familia del guaire Maninidra— y 'hombre habitualmente sonriente'.

## Biografía

### Orígenes
[...] la espada de palo que él jugaba con una mano como si fuera una caña no podía un español a dos manos bien menearla: la fuerza que tenía dio admiración a todos; no era muy alto de cuerpo, mas era grueso, ancho de espaldas, gran cabeza, el rostro redondo, las narices pequeñas, y muy anchas las ventanas; la edad mediana, bien repartido de miembros.

Se desconoce la fecha y el lugar de nacimiento exactos de Doramas aunque se le supone natural del guanartemato de Telde —habiéndose sugerido las actuales poblaciones de San Mateo o Utiaca como posibles sitios de origen—, y que su padre también se llamaba Doramas. A su muerte, acaecida entre 1480 y 1481, Marín de Cubas lo describe como un hombre de mediana edad, lo que hace probable su nacimiento hacia la década de 1450. El propio Doramas reconoció haber nacido plebeyo o trasquilado, tal y como los aborígenes canarios denominaban a los miembros de dicha clase social, pues éstos debían llevar el cabello corto a diferencia de los nobles, que lo llevaban largo.
No se han encontrado registros históricos sobre la infancia y adolescencia de Doramas, refiriéndose los primeros hechos conocidos a su edad adulta, según los cuales ejerce de ladrón de ganados en el área de Maspalomas-Arguineguín, en el sur de la isla.

### Rebelión en Telde
[…]y viéndose Doramas así, y tan fatigado, no entendiendo vbiesse otro que le igualasse le dixo «¿quién eres tú que me tienes como el gabilán, a el pequeño pajarillo?» Respondió Ventaguade, «conoce  quién eres tú, y después sabrás quién soy». A esto dixo Doramas «lo conosco que soy tresquilado, y me llamo Doramas, y soy hijo de Doramas».

Cerca de 1474 tiene lugar la destrucción de la Torre de Gando, base de operaciones en Gran Canaria de los señores de las islas de Canaria, Diego de Herrera e Inés Peraza, gracias a una estratagema ideada por Maninidra, guayre de Telde, y en represalia por los robos de ganados y el rapto de mujeres aborígenes perpetrados por sus ocupantes, aunque los propios canarios ayudaron a su construcción en virtud de un pacto acordado entre los dos reyes o guanartemes de la isla, Egonaiga y su primo hermano Bentagoia por una de las partes, y Herrera por la otra. Según Marín de Cubas, Doramas participa en esta acción bélica.
Después de este suceso, sin el consentimiento del guanarteme de Telde, Bentagoia,  ni del Sábor —consejo de nobles—, y viéndose apoyado por un grupo de partidarios, Doramas se autoproclama gaire, posiblemente con la intención de ocupar la vacante dejada por el gaire Nenedán, quien se había enemistado con Bentagoia y que había decidido abandonar Gran Canaria acompañando a Diego de Herrera, favoreciéndole este con tierras y ganado en la isla de Fuerteventura, poco antes de la destrucción de la torre. El motivo de este acto de rebeldía por parte de Doramas podría estar en una plausible negativa de Bentagoia a ennoblecer al trasquilado, a pesar de su posible alegación de méritos como guerrero, debido a que las leyes indígenas prohibían ascender en la escala social en caso de hurto cometido en tiempo de paz.
El rechazo de la nobleza teldense hacia Doramas se refleja en dos incidentes: el primero es la negativa de Maninidra a que el guerrero cortejase a una pariente suya, negativa que acaba en el confinamiento de ésta, por orden del teldense, en el Roque de Gando, situado frente a la costa este de Gran Canaria, con la intención de apartarla de Doramas, pero este, despreciando el peligro que supone el brazo de mar que separa el peñón de la costa, lo cruza a nado por las noches.
El segundo incidente es el enfrentamiento personal entre el gaire de Arguineguín, Bentagaire, y Doramas. El primero, apostado en una senda de ganados por la que solía marchar el segundo, desafía a este al reconocer su divisa personal —una tarja de drago cuarteada de blanco y colorado, o ajedrezada de blanco, colorado y negro—, y, luchando cuerpo a cuerpo, acaba inmovilizándolo en tierra. Sorprendido por su propia derrota, Doramas pregunta por la identidad del atacante y Bentagaire le exige que se identifique él primero, a lo que Doramas responde con su nombre y su pertenencia a los trasquilados. Bentagaire libera entonces a Doramas haciéndole prometer que no seguirá pretendiendo equipararse con los nobles y que mantendrá en secreto este encuentro y su resultado.

### Vacío de poder
Doramas, que era de los más valientes de la isla, juntó algunos amigos suyos y rebelose contra el Guanarteme de Gáldar que era su Vicario, y hallándose poderoso de gente [...] metiose en Telde diciéndoles que aquella tierra venía de derecho a quien por su valentía la ganaba. Y pues él la merecía le obedeciesen, que él los trataría muy bien como lo verían. Los de Telde, con la fama que de él tenían, y por el temor que le habían cobrado, le obedecieron.

Poco después de la demolición de la torre de Gando, hito que supone el fracaso de la llamada conquista señorial en Gran Canaria, muere Bentagoia de enfermedad, dejando como herederos del guanartemato de Telde a dos hijos menores de edad: Bentejuí y una niña de nombre desconocido. Doramas aprovecha entonces el vacío temporal de poder y, con el apoyo de un grupo de sesenta partidarios, reclama para sí el mando del guanartemato alegando méritos de valor y prometiendo tratar con benevolencia a sus nuevos súbditos, contraviniendo así los derechos de Egonaiga Semidán, cabeza del guanartemato de Gáldar y primo hermano del fallecido Bentagoia, quien asume la tutoría de sus sobrinos. Los teldenses, admirados y temerosos, aceptan a Doramas como su nuevo líder.
Sin embargo, poco después, un nuevo acontecimiento viene a trastornar la situación política de las islas: los vecinos de Lanzarote, perteneciente al señorío de las islas de Canaria acusan a Diego de Herrera y a Inés Peraza ante los Reyes Católicos de abusar de su poder como señores, quienes acaban obligando al matrimonio, como vasallos suyos, a venderles los derechos de señorío sobre las tres islas por conquistar: Tenerife, La Palma y Gran Canaria. Como resultado, el 24 de junio de 1478 desembarca en esta última una expedición de conquista bajo el mando del capitán Juan Rejón y del deán Juan Bermúdez, estableciendo en la desembocadura del barranco Guiniguada, al noreste de la isla, el llamado Real de Las Palmas, núcleo fundacional de la moderna ciudad de Las Palmas de Gran Canaria, dando comienzo a la llamada conquista realenga del archipiélago.

### Capitán en la Guerra
[...] convocáronse todos los naturales con los doce Gayres del gobierno de la guerra, y el Guanarteme de Gáldar, y [...] con la disensión que traían entre sí, acordaron hablar con Doramas que se decía Guanarteme de Telde, para que se reconciliase con el de Gáldar su señor, el cuál viendo su daño lo aceptó con tal que fuese el Doramas el capitán en la guerra.

Ante esta situación, Tenesor Semidán, el nuevo guanarteme regente de Gáldar y Telde tras el fallecimiento de Egonaiga, por minoría de edad de la hija de este, Masequera, interviene diplomáticamente para tratar de zanjar temporalmente el conflicto entre los nobles de Telde y los rebeldes afines a Doramas, y con dicho propósito convoca el sábor en Gáldar con la participación de los doce gaires de la isla —seis por cada guanartemato—, el propio Tenesor y Doramas.
Como resultado de este consejo, y con el fin de hacer frente común contra el nuevo enemigo, el sábor decide unir ambos guanartematos en uno solo bajo el mando del guanarteme de Gáldar y, reconociendo la competencia de Doramas en lo militar, nombrar a este capitán en la guerra, lo que convierte al guerrero en una especie de gair supernumerario, en palabras del filólogo Juan Álvarez Delgado.
Por esta época, Doramas fija su residencia en el territorio posteriormente conocido como Montaña y selva de Doramas, dentro del guanartemato de Gáldar, probablemente por concesión del propio Egonaiga y con una doble intención por parte de este: por un lado, alejar al nuevo líder militar de sus conflictos personales en Telde y, por otro, vigilar el límite occidental del recién creado Real de Las Palmas. Sin embargo, Abreu Galindo afirma que dicha residencia fue ocupada por iniciativa de Doramas tras supuestamente rebelarse contra Egonaiga.

### Batalla del Guiniguada
Ese puñado de extranjeros que veis ahí encerrados es aquella misma casta de hombres crueles que inquietan y perturban porfiadamente nuestra patria, cien años hace y a quienes en más de doce batallas hemos vencido. Son aquéllos que tuvimos presos en el cerco de Gáldar, como las sardinas en las mallas de nuestras redes de junco, y cuyas fortificaciones demolimos en Gando. Son aquéllos que siempre nos han hablado de un guanarteme poderoso, que los envía a robar nuestra tierra, y de una religión santa que no los hace mejores que nosotros. Ya es tiempo de que acaben de salir bien escarmentados de su locura y de poner para siempre nuestra libertad, nuestras mujeres y nuestros hijos al abrigo de la insolencia. Acordémonos de que somos canarios, y de que Alcorac nos dio este país. Acordémonos del Gran Artemi que murió peleando contra el valeroso Bethencourt.

Arenga ficticia atribuida a Doramas por José de Viera y Clavijo antes de la Batalla del Guiniguada.

Cuatro días después de la fundación del Real de Las Palmas, un contingente inicial de más de quinientos guerreros canarios comandados por Doramas y los gaires Tasarte y Adargoma, pone sitio al campamento castellano, aún carente de una fortificación sólida. El capitán Juan Rejón intenta disuadir a los canarios de atacar enviándoles un mensajero que los conmina a retirarse, someterse pacíficamente a los Reyes Católicos y convertirse a la fe cristiana si desean conservar su modo de vida y bienes, amenazándoles con la muerte y la deportación en caso contrario. En estas circunstancias, los caudillos le contestan al mensajero que al día siguiente les llevarían la respuesta.
Al amanecer, los canarios inician el ataque al Real equipados con piedras, armas de madera y material tomado como botín de guerra en anteriores enfrentamientos, pero Rejón, que había previsto la respuesta, les presenta batalla sin que surta efecto el factor sorpresa pretendido por los locales. Al ver Rejón que el número de enemigos iba en aumento hasta superar los dos mil guerreros gracias, entre otros, a los refrescos aportados en retaguardia probablemente por el gaire Maninidra, el aragonés decide salir del real para cargar contra los sitiadores con el apoyo decisivo de la caballería bajo el mando del deán Bermúdez y la infantería mandada por Alonso Fernández de Lugo y Rodrigo Solórzano.
El combate dura más de tres horas sin ceder ninguno de los dos bandos en su determinación de luchar, hasta que Rejón, consciente de los daños que está causando Adargoma en las filas castellanas, decide cargar personalmente contra el gaire de Gáldar hiriéndole en un muslo de una lanzada y tomándolo prisionero tras ser sacado del campo de batalla por el estandarte Alonso Jáimez de Sotomayor. Este suceso desmoraliza al ejército canario que, tras una breve resistencia, levanta el asedio y se bate en retirada tras perder más de trescientos guerreros y una cantidad superior de heridos, frente a seis muertos y veintiséis heridos en el bando invasor.

### Guerra de guerrillas
Fortuna está gozando el fuerte bárbaro

Que por sus propios méritos

Alcanzó la corona y regia púrpura

Y en la terrestre máquina

Es celebrado en ejercicio bélico

Doramas es el ínclito

Nombre de este capitán indómito

Extracto de la Comedia del Recibimiento (1581), de Bartolomé Cairasco, citada por fray Juan de Abreu Galindo.

La derrota en la desembocadura del Guiniguada y el uso de la caballería por parte de los invasores obliga a los canarios a reconsiderar su forma de enfrentarse al enemigo, evitando la confrontación directa en lo posible y recurriendo a tácticas de guerrilla. Doramas participa activamente en estas escaramuzas, como la librada contra una expedición dirigida por el deán Juan Bermúdez y el nuevo gobernador de la isla, Pedro del Algaba, en la que los guerreros del gaire y de Tenesor Semidán, aprovechando el cansancio y el hambre de sus enemigos que regresaban de una incursión para robar ganado en Moya, causan varias bajas entre los soldados matando además a cinco caballos, mientras los castellanos se retiraban desde la llamada cuesta de Tenoya hacia el Real de Las Palmas llevando consigo aún cierto número de cabezas de ganado.
A resultas de esta guerra de guerrillas, los canarios logran hacer un total de ochenta prisioneros. Convocado un consejo entre Doramas, Guanariragua —faicán o sumo sacerdote de Telde— y los doce gaires, se acuerda ejecutar en la hoguera a los presos ante la dificultad de alimentarlos y por el impedimento que supone para los resistentes el desplazarse con ellos y vigilarlos, pero la intervención de una harimaguada —maestra de doncellas—, madre del gaire Aymediacoán, que profesaba el cristianismo en secreto, disuade a los jefes de la ejecución, liberando éstos a sus cautivos.
El cambio de estrategia favorece temporalmente a los canarios quienes, además, se benefician de las disensiones existentes entre los conquistadores: en mayo de 1480, Bermúdez es desterrado y el gobernador Algaba es arrestado y ejecutado por orden del capitán Juan Rejón en represalia por haberle denunciado ante los Reyes Católicos, habiendo tenido que comparecer en la Corte de Castilla para presentar descargos. Por este acto de venganza, Rejón es denunciado nuevamente ante los monarcas quienes deciden nombrar gobernador y capitán general al jerezano Pedro de Vera, a quien mandan zarpar hacia Gran Canaria con la orden de arrestar a Rejón y hacerse cargo de las operaciones de conquista, llegando dicho militar a la isla el 18 de agosto.

### Batalla de Arucas
Doramas se señaló mucho con su espada de madera tostada que era muy pesada y grande, que después hombres muy fuertes de los nuestros no podían jugarla con los dos brazos y él con una mano la jugaba muy liberalmente y hacía un gran campo alrededor, por lo que todos se guardaban de sus fuertes y furiosos golpes, ya que al caballo que alcanzaba lo desjarretaba o cortaba brazo o pierna que alcanzara como si fuera de hierro y aún peor, porque sus heridas no tenían cura; además las lanzas que él y los demás tiraban, desarmaban a cualquier hombre armado y lo propio con las piedras, como si fuesen tiradas por ballesta grande de las antiguas. 

[Doramas a Pedro de Vera] No eres tú quien me ha muerto, sino este traidor por detrás.

Tras prender y deportar a Juan Rejón, organizar la colonia del Real de Las Palmas y pedir refuerzos a los Reyes Católicos, el gobernador Pedro de Vera organiza una incursión contra los canarios que aún se hallan en pie de guerra, poniéndose al frente de, al menos, cincuenta lanceros de a caballo y ciento cincuenta soldados de a pie, dirigiéndose hacia el guanartemato de Gáldar a través de Tamaraceite. Esta salida tiene lugar, según los Anales de Aragón, dos días después del desembarco de Vera en Gran Canaria, el 20 de agosto de 1480, mientras que Marín de Cubas sostiene que Vera sale el miércoles, día de San Andrés, santoral que corresponde al 30 de noviembre, aunque la fecha no coincide con ningún miércoles de esos años. Dadas las dudas que ha suscitado la primera fecha entre los historiadores por su excesiva prontitud, se ha propuesto también los meses de julio o agosto de 1481 como probables.
El encuentro entre las tropas de Vera y los guerreros de Doramas tiene lugar en un día despejado, cerca de las diez de la mañana, en algún punto situado entre las actuales poblaciones de Tenoya y Arucas, discrepando los cronistas acerca de si es Doramas el que sale al encuentro de Vera tras enterarse de la proximidad de este mientras el canario se encuentra bañándose en la costa norte de la isla, si es el castellano el que intercepta al canario cuando este va de regreso a su refugio de la posteriormente conocida como selva de Doramas o incluso si Doramas se había fortificado con los suyos a la espera de un previsible ataque castellano.
Pedro de Vera, al notar la presencia de guerreros canarios parapetados en las lomas cercanas, ordena a sus tropas formar en fila espaciada para aparentar un mayor número de efectivos y manda a éstas descender al valle de Tenoya y subir las lomas del margen opuesto en sentido hacia Arucas, donde entran en batalla con las fuerzas enemigas. Ante un primer uso infructuoso de ballestas y armas de fuego, y viendo que Doramas y sus hombres están infligiendo serios daños a las tropas castellanas, Vera, poniéndose al frente de varios caballeros, da orden a éstos de aislar y atacar en grupo a Doramas. Marín de Cubas da una descripción detallada de este enfrentamiento en el que Doramas increpa y desafía a sus oponentes a luchar cuerpo a cuerpo y no mediante armas de proyectil, matando al menos a dos de ellos antes de ser herido mortalmente en el torso por la lanza de Pedro de Vera, gracias a la distracción de un ataque recibido por la espalda.
Abreu Galindo da una versión distinta del enfrentamiento: antes de entrar en batalla, Doramas envía un mensajero a los castellanos desafiándoles a un combate singular entre él y un voluntario. Pedro de Vera acepta él mismo el desafío, pero sus hombres lo disuaden de ponerse en peligro y, en su lugar, se presenta voluntario un caballero llamado Juan de Hoces quien es muerto por Doramas. Vera, indignado por la derrota, carga contra Doramas y consigue herirle mortalmente de una lanzada, rindiéndose el canario antes de que el castellano trate de herirle nuevamente. El resto de guerreros, enfurecidos por ver caer a su líder, se enfrentan contra los castellanos pero acaban retirándose, salvo unos pocos que deciden quedarse al lado de Doramas mientras este es hecho prisionero.
Finalmente, Doramas pide agua, interpretando los castellanos que desea bautizarse, pero Marín de Cubas afirma que sólo fue para beber. Abreu Galindo, en cambio, asegura que Doramas pide explícitamente ser bautizado cuando se siente morir mientras sus captores lo llevan hacia el Real de Las Palmas, al subir la Cuesta de Arucas y que Vera actúa de padrino, cristianizándole con su propio nombre de Pedro.
Casi todas las crónicas coinciden en que Doramas muere a causa de sus heridas poco después de la batalla, bien en el lugar donde cayó herido, bien de camino, hecho prisionero, hacia el Real de Las Palmas. Tan sólo Antonio Sedeño afirma que fallece en el propio Real. Pedro de Vera ordena decapitar el cadáver, clavar la cabeza del guerrero en una pica o lanza y llevarla al Real donde queda expuesta públicamente en la plaza de San Antón.
Abreu Galindo afirma que el cadáver de Doramas fue enterrado «encima de las montañas» junto al lugar del fallecimiento, habiéndose rodeado la tumba con un cercado y puesto una cruz que, según el cronista, seguía allí en la época en que escribió su obra —finales del siglo xvi o principios del xvii—.

## Datos complementarios
- La obra más antigua conocida en la que se hace referencia a Doramas es en la Comedia del Recibimiento escrita en 1582 por Bartolomé Cairasco de Figueroa para recibir al obispo Fernando de Rueda. En ella, Doramas es un personaje protagonista con diálogos ficticios y que incluye algunas frases en la lengua aborigen canaria. Si bien es cierto que algunas crónicas de la conquista son teóricamente anteriores a dicha Comedia, sólo se dispone de ediciones posteriores de las mismas.

- No se han encontrado armas similares a las espadas de madera que Doramas y otros guerreros canarios utilizaban en batalla, desconociéndose su forma y construcción exactas.[7]

- Oficialmente, el sitio en el que supuestamente tuvo lugar la batalla de Arucas se ha hecho corresponder al topónimo conocido modernamente como Llano de la Cruz, junto al barrio homónimo situado en una ladera de la Montaña de Arucas, que fue declarado Bien de Interés Cultural por el Gobierno de Canarias en 1993.[41] Sin embargo, el sitio exacto de dicha batalla es desconocido, estando situado en algún lugar entre las poblaciones de Tenoya y Arucas.[42][43]

## Reconocimientos y menciones
- En Canarias existe diversas calles y otros lugares públicos dedicados a Doramas, destacando el Parque Doramas, en Las Palmas de Gran Canaria, uno de los más extensos y antiguos de la capital grancanaria, que cuenta con diversas variedades de especies vegetales autóctonas, además de albergar inmuebles de interés cultural y deportivo como el Museo Néstor, el Pueblo Canario, el Hotel Santa Catalina y el Club Natación Las Palmas.[44]

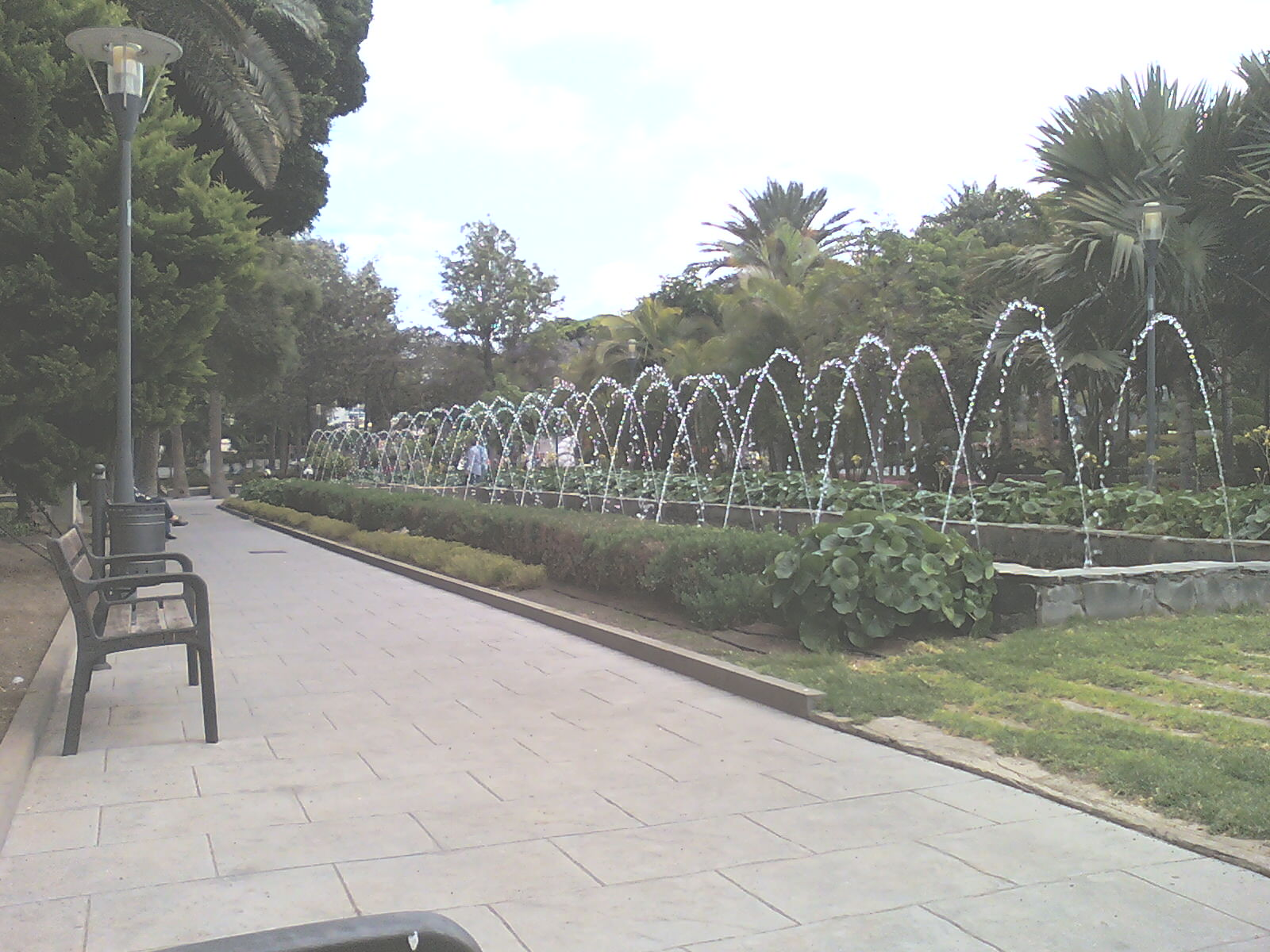
Parque Doramas en Las Palmas de Gran Canaria.

- También existió en Las Palmas una estatua dedicada a Doramas creada por el escultor Abraham Cárdenes en 1941, que estuvo ubicada inicialmente en el Parque Doramas pero que, tras unas obras de acondicionamiento de este, fue reubicada en la antigua Plaza Doramas, en el barrio de Buenavista-Escaleritas. Años después, este espacio también sufrió una remodelación, por lo que la estatua fue guardada en dependencias municipales, estando en paradero desconocido desde entonces. El nombre de la Plaza Doramas se cambió por el de Plaza de los Hermanos Millares, para evitar su confusión con el citado Parque Doramas.

- En el municipio de Arucas se encuentra una escultura-fuente denominada Volcán de Doramas, obra del escultor José Luis Marrero.

- En Santa Cruz de Tenerife, algunos grupos políticos de corte nacionalista y/o independentista han reclamado que la Plaza del Príncipe de Asturias, sea rebautizada como Plaza del Guanarteme Doramas.[45][46]

- Existe una marca comercial de pastelería tradicional del municipio de Moya que lleva el nombre de Doramas desde el año 1945.[47]

## El apellido Oramas
Muchos aborígenes canarios conservaron su nombre original en forma de apellido tras ser bautizados. En el caso de Doramas, existió un pariente suyo que fue cristianizado como Juan Doramas, y que se avecindó en la isla de Tenerife, de la que pudo haber sido conquistador, y donde fue tronco del apellido.
El apellido fue evolucionando desde la forma «de Oramas» hasta el moderno «Oramas».
Así, se trata de uno de los apellidos de procedencia aborigen que perduran en la moderna población canaria −según el INE, a 1 de enero de 2019 había 1 895 personas con este apellido, principalmente en la provincia de Santa Cruz de Tenerife−, junto a otros como Bencomo, Tacoronte, Baute o Guanche.
Algunas personas conocidas que llevan el apellido Oramas son:
- Ana Oramas, diputada en las Cortes Generales por la provincia de Santa Cruz de Tenerife de 2007 a 2023.

- Carlos Oramas, guitarrista de la isla de Gran Canaria.[52]

- Domingo Rodríguez Oramas el Colorao, timplista de la isla de Fuerteventura.